# 붓쇼지촌 (도야마현)
붓쇼지촌(仏生寺村)은 도야마현 이미즈군·히미군에 있던 촌이다. 현재의 히미시에 해당한다.

## 역사
- 1889년 4월 1일 - 정촌제 시행에 의해 이미즈군 붓쇼지촌이 성립하였다.
- 1896년 3월 29일 - 군 개편에 의해 이미즈군에서 분립해 히미군이 성립하여, 히미군에 속하게 되었다.
- 1940년 4월 1일 - 히미군 히미시에 편입되었다.

## 참고문헌
- 『市町村名変遷辞典』東京堂出版、1990年。